# Signé
Signé est une collection de bandes dessinées publiée par les éditions du Lombard.